# ロバート・トランプラー
ロバート・ジュリアス・トランプラー（Robert Julius Trumpler、1886年10月2日 - 1956年9月10日）は、スイス生まれのアメリカの天文学者。散開星団のカタログ「トランプラー・カタログ」を作成するとともに、「トランプラー分類」と呼ばれる散開星団の分類法を考案した。また、星間減光（星間赤化）が星間物質によって生じることを発見するなど、散開星団の研究を元にした業績を多く遺している。

## 生涯
1886年10月2日、スイスのチューリッヒで生まれた。天文学の道に進むことを父親に反対されたため一度は職に就いたが、学業の道を諦めきれず父親を説得し、1906年にチューリッヒ大学に進学した。1908年にはドイツのゲッティンゲン大学へと進み、そこでフェリックス・クライン、ダフィット・ヒルベルト、カール・シュヴァルツシルトといった当代一流の研究者の教えを受け、1910年10月には博士号を取得した。1913年、アメリカ ピッツバーグにあるアレゲニー天文台の台長フランク・シュレジンジャーの知遇を得たトランプラーは、アレゲニー天文台に助手として招かれた。しかし第一次世界大戦が勃発すると、トランプラーはスイス民兵として動員されてしまい、アメリカ行きの話もご破算となりかけた。何とか軍上層部の許可を得て軍を離れ、アレゲニー天文台に到着したのは1915年5月のことであった。
1918年、トランプラーは、カリフォルニア州にあるリック天文台のウィリアム・ウォレス・キャンベルからマーティン・ケロッグ・フェローとして招聘され、そこで働くこととした。1921年に合衆国の市民権を取得。優秀な観測者であることをキャンベルに認められたトランプラーは、1922年9月21日の皆既日食の際にリック天文台の遠征スタッフの一員に選ばれて西オーストラリア州のワラルに遠征し、アインシュタインの一般相対性理論の実験的な検証を行った。キャンベル率いるリック天文台のチームは、皆既日食中に太陽の重力場によって背後の星の光が曲がる現象を観測し、一般相対性理論の正しさを実証した。
1938年、リック天文台からカリフォルニア大学バークレー校へと移り、後進の育成を手掛けた。公私ともに相談を受けるなど、教え子から慕われたという。1932年から1949年にかけて、太平洋天文学会の会長を務めた。地域の活動、特にバークレーのユニテリアン教会に精力的に参加していた。
1956年9月10日、カリフォルニア州オークランドの病院で死去。

## 業績
リック天文台で勤務していた時期に、散開星団に関連した研究を元にした業績を遺している。1925年には、散開星団ごとに構成する星の種類が異なることを示し、後の恒星の進化の研究に大きな影響を与えた。また1930年には、散開星団を構成する星のスペクトルと見かけの等級から推定される散開星団までの距離と、星団の構造と視直径から推定される距離を比較すると、前者のほうが遠方に行くほど大きくなる傾向にあることを示した。これは、散開星団から地球に光が届くまでに減光を受けたものとされ、そのような減光を引き起こすだけの星間物質が星間空間に存在することを観測的に実証した初めての研究結果であるとされた。

### トランプラー・カタログ
1930年にリック天文台の紀要で発表した論文「Preliminary results on the distances, dimensions and space distribution of open star clusters」には、後に「トランプラー・カタログ (英: Trumpler catalogue)」と呼ばれる334個の散開星団の表が記載されている。このカタログには、それまで知られていなかった散開星団が37個含まれており、これらの星団は現在トランプラー 1 - トランプラー 37 の名前で呼ばれている。

### トランプラー分類
トランプラー・カタログには、「星団中心部の集中度」「星団に属する星々の明暗の幅」「星団に属する星の数」の3つの要素で散開星団を分類する手法が使われていた。この分類は、後に「トランプラー分類 (英: Trumpler classification)」と呼ばれるようになった。
- 星団中心部の集中度 : IからIVの4段階で評価。中心部に強く星が集中していれば「I」、周囲の星野との差が少なく徐々に星が集まっていれば「IV」となる。
- 星の明暗の幅 : 1から3の3段階で評価。星団に属する恒星の明るさに差がなければ「1」、明暗の差が大きければ「3」となる。
- 星団の星の数 : p, m, rの3段階で評価。50個より少なければ「p」、50 - 100個の範囲ならば「m」、100個より多ければ「r」となる。
- 細長い星団には「E」、非対称形の星団には「U」、星雲に巻かれている星団には「N」が付記される。

トランプラーによる分類では、プレヤデス星団は「II3rN」、ヒアデス星団は「II3m」、かみのけ座 (Mel 111) は「II3p」と分類された。